# Manicamp
Manicamp és un municipi francès situat al departament de l'Aisne i a la regió dels Alts de França. L'any 2007 tenia 315 habitants.

## Demografia

### Població
El 2007 la població de fet de Manicamp era de 315 persones. Hi havia 124 famílies de les quals 32 eren unipersonals (20 homes vivint sols i 12 dones vivint soles), 32 parelles sense fills, 52 parelles amb fills i 8 famílies monoparentals amb fills.
La població ha evolucionat segons el següent gràfic:
Habitants censats

### Habitatges
El 2007 hi havia 156 habitatges, 126 eren l'habitatge principal de la família, 20 eren segones residències i 10 estaven desocupats. 152 eren cases i 1 era un apartament. Dels 126 habitatges principals, 111 estaven ocupats pels seus propietaris, 12 estaven llogats i ocupats pels llogaters i 3 estaven cedits a títol gratuït; 1 tenia una cambra, 3 en tenien dues, 20 en tenien tres, 30 en tenien quatre i 72 en tenien cinc o més. 73 habitatges disposaven pel capbaix d'una plaça de pàrquing. A 57 habitatges hi havia un automòbil i a 54 n'hi havia dos o més.

### Piràmide de població
La piràmide de població per edats i sexe el 2009 era:
| Homes | Edats   | Dones |
| ----- | ------- | ----- |
| 0     | 95 o +  | 0     |
| 0     | 90 a 94 | 0     |
| 0     | 85 a 89 | 4     |
| 0     | 80 a 84 | 4     |
| 4     | 75 a 79 | 12    |
| 0     | 70 a 74 | 4     |
| 12    | 65 a 69 | 12    |
| 8     | 60 a 64 | 8     |
| 0     | 55 a 59 | 8     |
| 8     | 50 a 54 | 8     |
| 16    | 45 a 49 | 12    |
| 24    | 40 a 44 | 16    |
| 12    | 35 a 39 | 16    |
| 8     | 30 a 34 | 12    |
| 4     | 25 a 29 | 8     |
| 12    | 20 a 24 | 4     |
| 24    | 15 a 19 | 12    |
| 40    | 10 a 14 | 16    |
| 8     | 5 a 9   | 0     |
| 0     | 0 a 4   | 4     |

## Economia
El 2007 la població en edat de treballar era de 203 persones, 144 eren actives i 59 eren inactives. De les 144 persones actives 135 estaven ocupades (80 homes i 55 dones) i 9 estaven aturades (4 homes i 5 dones). De les 59 persones inactives 22 estaven jubilades, 18 estaven estudiant i 19 estaven classificades com a «altres inactius».

### Ingressos
El 2009 a Manicamp hi havia 125 unitats fiscals que integraven 314 persones, la mediana anual d'ingressos fiscals per persona era de 15.525 €.

### Activitats econòmiques
Dels 4 establiments que hi havia el 2007, 1 era d'una empresa de construcció, 2 d'empreses de comerç i reparació d'automòbils i 1 d'una empresa de transport.
L'únic servei als particulars que hi havia el 2009 era un guixaire pintor.
L'únic establiment comercial que hi havia el 2009 era una carnisseria.
L'any 2000 a Manicamp hi havia 10 explotacions agrícoles que ocupaven un total de 448 hectàrees.

## Equipaments sanitaris i escolars
El 2009 hi havia una escola elemental.

## Poblacions més properes
El següent diagrama mostra les poblacions més properes.